# Ematurga faxonii
Ematurga faxonii là một loài bướm đêm trong họ Geometridae.